# Safety
Safety — перший мініальбом англійської групи Coldplay, який вийшов 25 травня 1998 року.

## Композиції
1. Bigger Stronger – 4:49
2. No More Keeping My Feet on the Ground – 4:31
3. Such a Rush – 4:57

## Склад
- Кріс Мартін — вокал, гітара, клавішні
- Джонні Бакленд — гітара
- Гай Берімен — бас-гітара
- Вілл Чемпіон — ударні